# 드레스메이커 (영화)
《드레스메이커》(영어: The Dressmaker)는 2015년 개봉한 오스트레일리아의 코미디 드라마 영화이다.

## 출연진
- 케이트 윈즐릿
- 주디 데이비스
- 리엄 헴즈워스
- 휴고 위빙
- 세라 스누크
  - 올리비아 스프레이그
- 사샤 홀러
- 캐럴라인 구돌
- 제임스 매케이
- 리베카 기브니
- 셰인 본
- 앨리슨 화이트
- 배리 오토
- 줄리아 블레이크
- 케리 폭스
- 가이턴 그랜틀리
- 제너비브 레먼
- 셰인 제이컵슨
- 테리 노리스
- 어맨다 우덤스
- 헤일리 매그너스
- 마크 레너드 윈터
- 사이먼 메이든

## 기타 제작진
- 총괄 제작: 대릴 덜로라, 팀 해즐럼, P. J. 호건
- 배역: 크리스틴 킹
- 미술: 로저 포드
- 세트: 리사 톰프슨
- 의상: 매리언 보이스, 마고 윌슨, 팀 채플
- 분장: 이바나 프리모라츠, 셰인 토머스
- 음향 디자인: 크리스 구즈
- 시각 효과: 데이비드 부스
- 조감독: 필 존스